# Нунехий
Нунехий (лат. Nunechius) — римский государственный деятель середины IV века.
О ранней карьере Нунехия ничего неизвестно. В 350 году он был отправлен узурпатором Магненцием в качестве посла к Констанцию II — вместе с Марцеллином, Максимом и Руфином. Констанций II приказал арестовать всех, кроме Руфина. Возможно это именно он был упомянут Зонарой. Пётр Патрикий называл Нунехия «начальником сената».